# Жувенель дез Юрсен, Бертран де
Бертран де Жувенель дез Юрсен (31 октября 1903, Париж — 1 марта 1987, там же) — французский философ, социолог, футуролог, политолог и экономист, основатель журнала Futuribles.

## Биография
Происходил из старинного дворянского шампанского рода. Его отец после смерти матери женился на известной писательнице Колетт, с которой с 1920 года у шестнадцатилетнего Жувенеля, бывшего её пасынком, начался роман, продолжавшийся до 1924 года и приведший к крупному скандалу.
В 1925 году вступил в Радикальную партию. В 1928 году опубликовал работу L'Économie dirigée, в которой доказывал преимущества плановой экономики перед капиталистической. В 1934 году был одним из немногих французских интеллектуалов, выступивших в поддержку Народного фронта, но в том же году оставил поддержку радикалов. В 1935 году основал газету  La Lutte des jeunes и сотрудничал с газетой Gringoire, от которой в 1935 году был направлен в Нюрнберг на съезд Национал-социалистической партии Германии, на котором были приняты Нюрнбергские расовые законы. После этого он стал активным сторонником франко-германского сближения и в феврале 1936 года взял интервью у Адольфа Гитлера, за что был подвергнут критике со стороны антифашистских кругов.
В том же 1936 году Жувенель стал членом Французской народной партии, но в 1938 году порвал с ней, когда она поддержала Мюнхенское соглашение. Жувенель был ярым сторонником независимости Чехословакии, ввиду чего на некоторое время стал секретарём президента этой страны Эдварда Бенеша. Во время оккупации Франции первые годы пытался жить и работать в стране, но его статьи поставили его под угрозу ареста гестапо, поэтому в 1943 году он бежал в Швейцарию.
После освобождения Франции вернулся на родину, избежал суда за свои прошлые симпатии к фашизму, но до конца жизни пользовался неоднозначной репутацией. В 1947 году стал одним из основателей общества «Мон Пелерин».
Его научные работы были посвящены различным вопросам политической экономии, в том числе сравнительно новой для исследователей первой половины XX века теме — экономике благосостояния.
Наиболее известная книга Жувенеля — «Искусство предугадывания» (L’art de la conjecture, 1964). Он выдвинул концепцию «возможного будущего», не детерминированного научно-техническим прогрессом и социально-экономическими условиями, а «изобретаемого» людьми. При этом он выступал как против «технократического оптимизма», так и против «экологического пессимизма». 
Был президентом французского футурологического общества «Фютюрибль» (Futuribles, 1967–1974), в 1973 году стал основателем и первым президентом Всемирной федерации исследования будущего, был активным членом Римского клуба.

## Сочинения
- Этика перераспределения = The Ethics of Redistribution. — М.: Ин-т нац. модели экономики, 1995. — 145 с. — ISBN 5-900520-02-1
- Власть. Естественная история ее возрастания = Du Pouvoir. Histoire naturelle de sa croissance. — М.: ИРИСЭН, Мысль, 2010. — 544 с. — ISBN 978-5-91066-036-0